# Pelicaria vermis
Pelicaria vermis là một loài ốc biển, là động vật thân mềm chân bụng sống ở biển trong họ Struthiolariidae. Chúng là loài đặc hữu của đảo North của New Zealand.

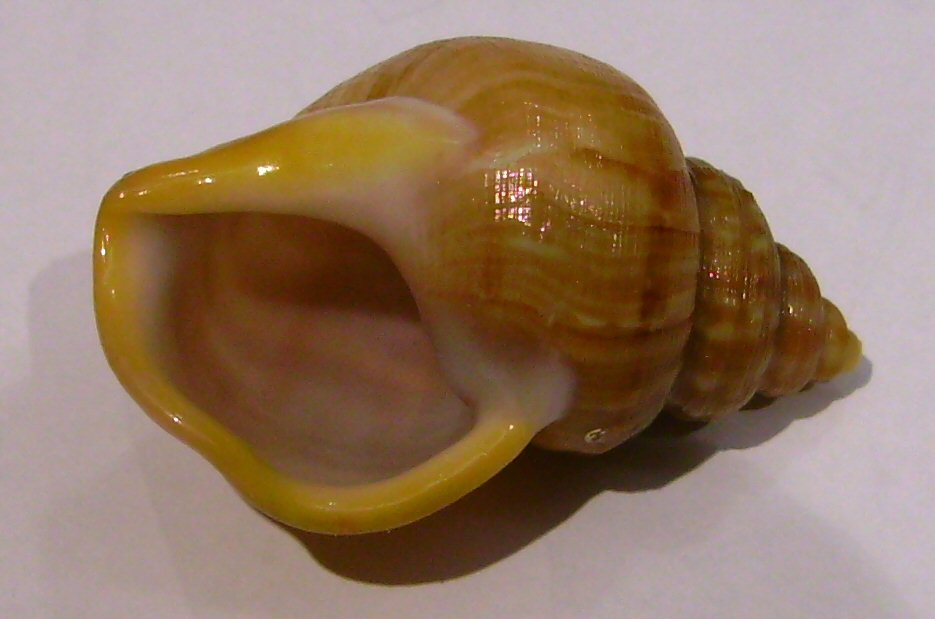
Pelicaria vermis base view

## Miêu tả
The shell height is up to 54 mm, và width up to 35 mm

## Phân loài
- P. v. bradleyi
- P. v. flemingi
- P. v. grahami
- P. v. powelli
- P. v. vermis